# Jakub Różalski
Jakub Różalski ( Koszalin, 1981), também conhecido como Mr. Werewolf, é um artista polonês. Ele é mais conhecido como o ilustrador do jogo de tabuleiro Scythe e pinturas relacionadas, geralmente apresentando feras míticas e fantásticas, robôs e conceitos semelhantes. Seu estilo combina o estilo de arte clássico das pinturas do fim do século XVIII e início do século XIX com conceitos modernos de fantasia e ficção científica .

## Biografia
Nascido em Koszalin, Polônia, em 1981, Różalski formou-se na Wyższa Szkoła Sztuki Stosowanej em Poznań e reside em Cracóvia.

## Trabalho

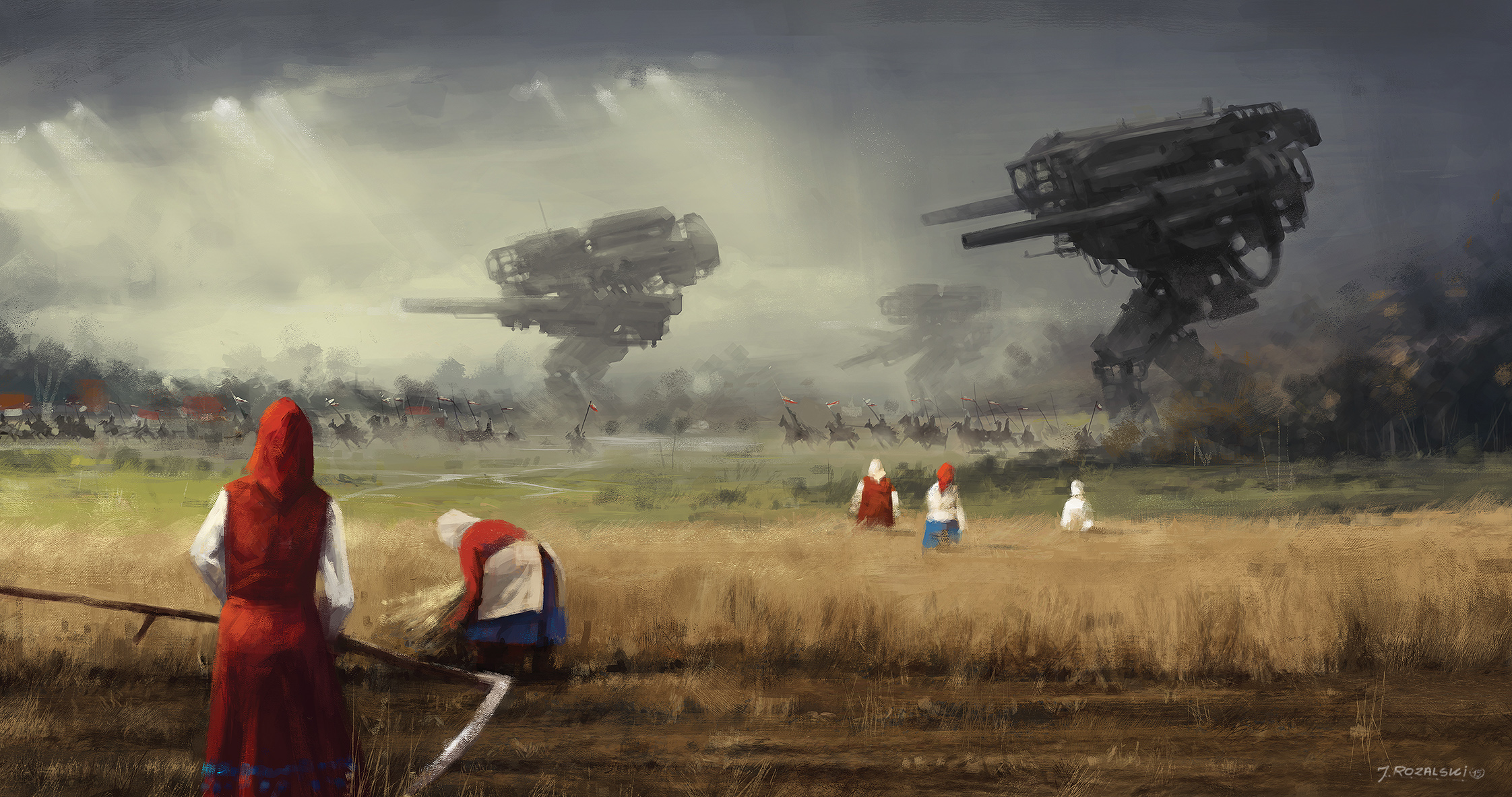
Pintura de Różalski, 1920 - Antes da Tempestade, usada como capa do jogo de tabuleiro Scythe

Różalski criou ilustrações de arte conceitual para o filme Kong: Skull Island, de 2017. Em 2018, foi publicado um livro de arte com suas obras, intitulado Howling at the Moon .
O jogo de tabuleiro Scythe de 2016 foi inspirado em sua arte, para o qual ele produziu dezenas de ilustrações para o jogo. Trata-se da primeira grande obra do universo 1920+, uma série imaginada por Różalski e ambientada em um universo histórico alternativo, na época da Guerra Polaco-Soviética, mas incorporando elementos de ficção científica como dirigíveis dieselpunk ou steampunk e mecha . Este estilo também foi descrito como inspirado em obras clássicas de Józef Chełmoński, mas atualizado para o novo século; como Wiedźmin. A próxima grande obra da série 1920+ é o videogame de estratégia em tempo real Iron Harvest, em desenvolvimento pela King Art Games, anunciado em 2016. O jogo teve uma fase de crowdfunding de sucesso em 2018 e foi lançado em setembro de 2020.

## Influências
Em 2017, foi anunciado um curta-metragem de Neill Blomkamp, baseado nas obras de Różalski, mostrando uma era alternativa do século XV na época da Batalha de Grunwald .
Em 2018, foi publicada uma antologia polonesa de contos de ficção científica, inspirada em sua arte, intitulada Inne światy Jakuba Różalskiego (Outros Mundos de Jakub Różalski ). Os escritores que publicaram histórias na antologia foram Sylwia Chutnik, Jacek Dukaj, Aneta Jadowska, Anna Kańtoch, Jakub Małecki, Remigiusz Mróz, Łukasz Orbitowski, Robert J. Szmidt, Aleksandra Zielińska e Jakub Żulczyk .
Jamey Stegmaier observou que Różalski "[...] usou algumas referências [...] e fotos da internet, em vários [trabalhos] (talvez 10, talvez mais) [ao] rastrear fotos em tamanho real, para alguns elementos como: cavalos ou porcos, vacas, ou partes específicas, até mesmo alguns personagens."

## Estilo artístico
O estilo de Różalski combina o estilo de arte clássico de pintores como Ivan Shishkin, Isaac Levitan, Józef Brandt, Aleksander Gierymski e Józef Chełmoński, a quem ele cita como altamente influentes em seu estilo, com conceitos modernos de fantasia e ficção científica.

## Reconhecimento
Desde 2018 as suas obras fazem parte da exposição permanente no Museu de Realismo Mágico "Ochorowiczówka" em Wisła, Polónia. Nesse mesmo ano, Różalski recebeu o Prémio Anual do Ministério da Cultura e Património Nacional na área da “cultura digital”.